# SS-Heimwehr Danzig

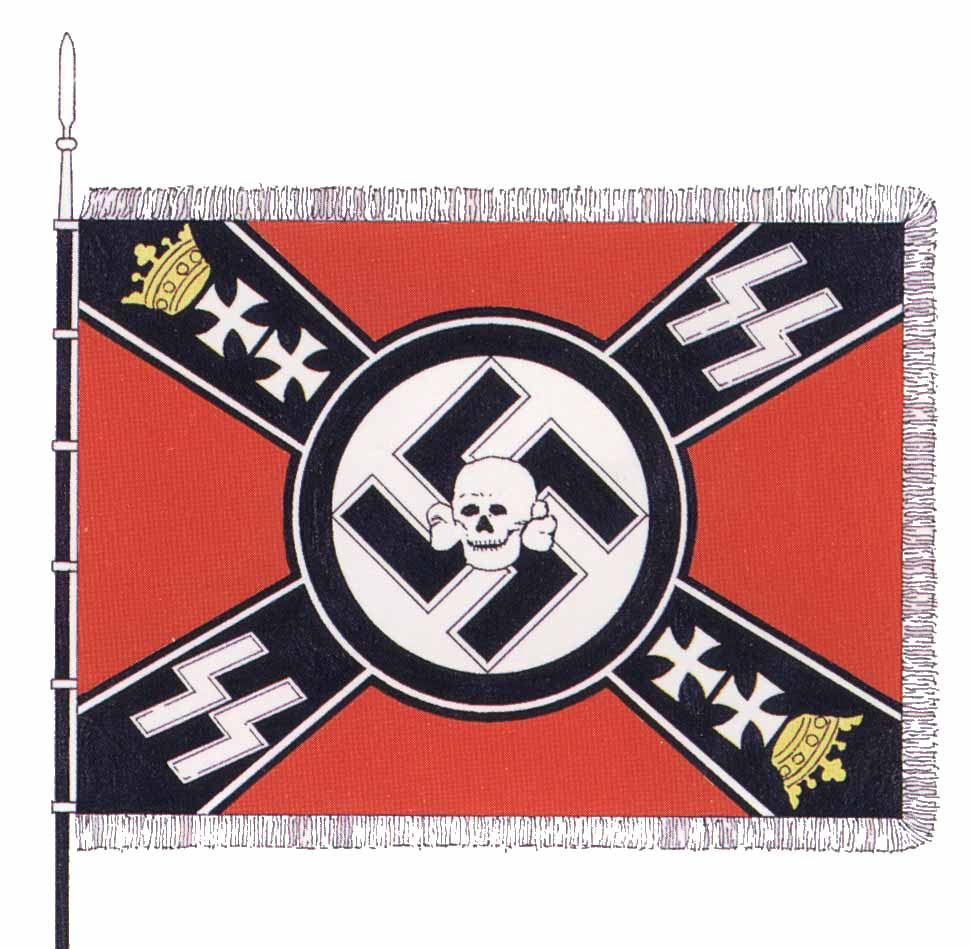
Standarta jednotky SS-Heimwehr „Danzig“

SS Heimwehr „Danzig“ byla jednotka SS založená ve Svobodném městě Gdaňsk (dnes Gdaňsk) před druhou světovou válkou. Jednotka bojovala na německé straně proti polské armádě během invaze do Polska a někteří příslušníci páchali proti polskému lidu nelidské masakry.

## Historie
Po invazi se stala součástí 3. tankové divize SS „Totenkopf“ a přestala existovat jako samostatná jednotka.